# Federal Records

Грампластинка «Sixty Minute Man»

Federal Records (с англ. — «Федеральные записи») — был лейблом США, относился к звукозаписывающему лейблу «King Records» и был создан легендарным продюсером Ральфом Бассом.
Джеймс Браун совершал турне с группой The Flames, когда артист подписал контракт с Ральфом Бассом и компанией «Federal Records» в 1956 году. Первый сингл певца, записанный на «Federal Records» — Please, Please, Please («Пожалуйста, Пожалуйста, Пожалуйста»), ставший региональным хитом и в конечном счете продавший миллион копий. «Federal Records» также занимались выпуском классики. В числе подобных изданий, такие композиции, как — «Sixty Minute Man» и «Work With Me, Annie», хит который был отклонен комиссией связи[уточнить] «Federal Records», но продолжал[прояснить] своё звучание, чтобы стать лучшим хитом.
Известный исполнитель блюза — Johnny "Guitar" Watson также являлся артистом «Federal Records».

## См.также
- Список лейблов звукозаписи